# Xã Maryland, Quận Ogle, Illinois
Xã Maryland (tiếng Anh: Maryland Township) là một xã thuộc quận Ogle, tiểu bang Illinois, Hoa Kỳ. Năm 2010, dân số của xã này là 535 người.